# Мрежа от страсти
„Мрежа от страсти“ (на френски: À double tour) е филм от 1959 година на режисьора Клод Шаброл, създаден по мотиви от новелата на американския писател Стенли Елин „Ключът за улица Никълъс“. Филмът е копродукция на Франция и Италия, и е с участието на Антонела Луалди и Жан-Пол Белмондо.

## Сюжет
Анри (Жак Дакмен), четиридесет и пет годишен мъж, живее със семейството си в старинна вила с огромен парк в покрайнините на града. Той притежава състояние и положение в обществото, и единственото, което му пречи да бъде щастлив е, че не обича съпругата си Тереза (Мадлен Робинсън). Чувствата му преминават в ненавист, когато в съседство младата художница Леда (Антонела Луалди), пристигнала от Япония, изгражда къща в японски стил. Запознавайки се с нея, Анри полудява от любов и в състояние на умопомрачение започва тайно да се среща с Леда. Анри обаче не може да се реши да напусне семейството си, опасявайки се, че ще изгуби положението си в обществото. Ласло Ковач (Жан-Пол Белмондо), приятел на художничката, се опитва да убеди Анри да изостави съпругата си заради собственото му щастие. Анри силно се привързва към Ласло, който има намерение да се ожени за дъщеря му Елизабет (Жана Валери) и накрая се решава на този ход. Анри обяснява ситуацията на Тереза и я моли да му даде развод, но тя го заплашва, че ще съсипе живота му, ако той напусне семейството си. След известно време откриват Леда убита в собствения си дом...

## В ролите
| Изпълнител       | Роля                    |
| ---------------- | ----------------------- |
| Мадлен Робинсън  | Тереза Марсо            |
| Жак Дакмен       | Анри Марсо              |
| Антонела Луалди  | Леда                    |
| Жан-Пол Белмондо | Ласло Ковач             |
| Жана Валери      | Елизабет Марсо          |
| Андре Жоселин    | Ришар Марсо             |
| Бернадет Лафон   | Жули, камериерката      |
| Марио Давид      | Роже, млекаря           |
| Ласло Шабо       | приятеля на Ласло       |
| Андре Дино       | инспектора от полицията |
| Раймон Пелисие   | градинаря               |
| Клод Шаброл      | минувача                |

## Награди и номинации
- Купа Волпи за най-добра женска роля на Мадлен Робинсън от Венецианския кинофестивал през 1959 година.
- Награда Ню Синема за най-добра женска роля на Мадлен Робинсън от Венецианския кинофестивал през 1959 година.
- Номинация за Златен лъв за най-добър филм от Венецианския кинофестивал през 1959 година.[2]